# Притча про злих виноградарів

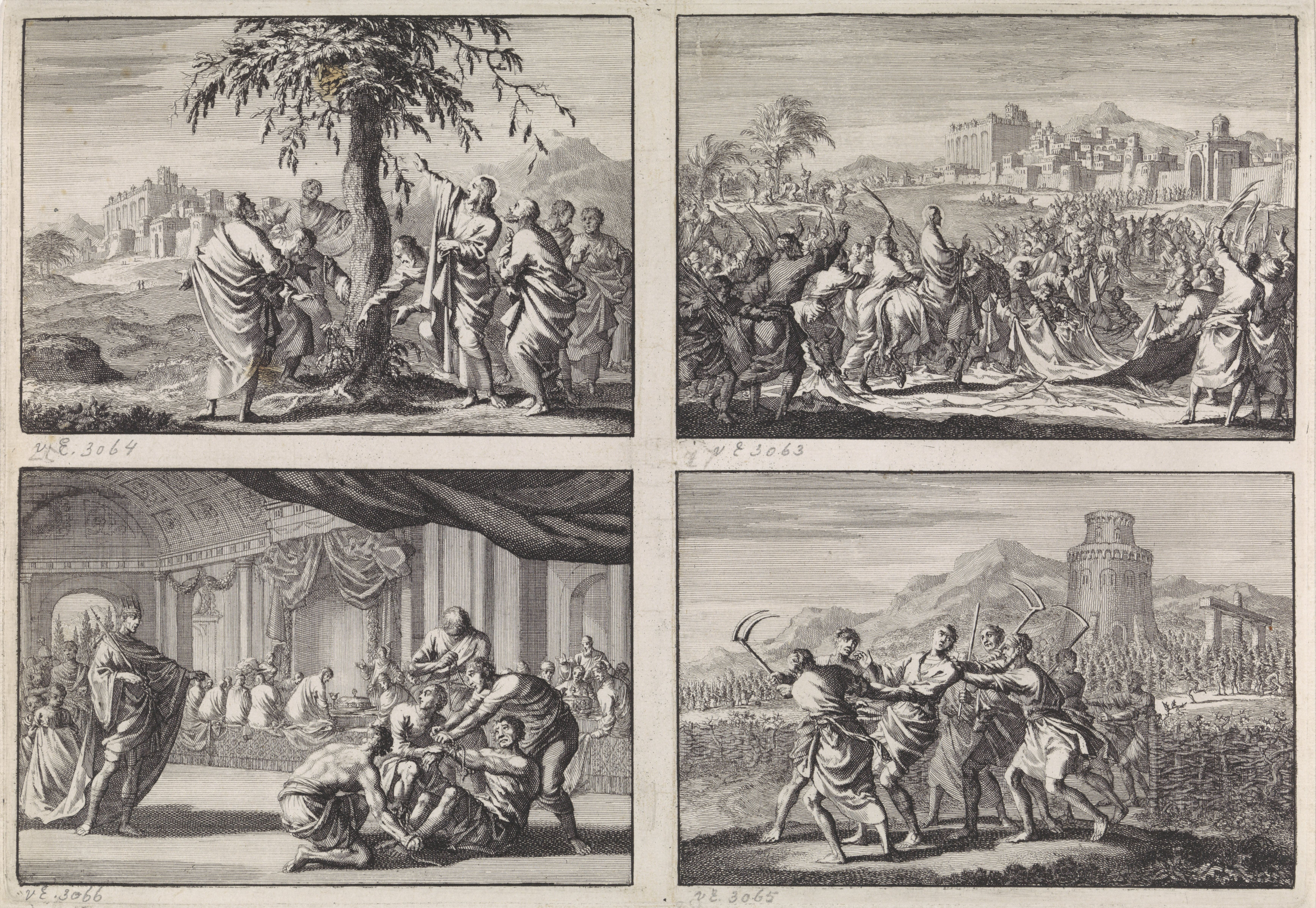
Пробний відбиток книжкових ілюстрацій David Martin. Історія Старого і Нового Завітів. Амстердам, Pieter Mortier, 1703. Частина ІІ

При́тча про зли́х виногра́дарів — це притча в якій йдеться про робітників виноградника, господаря і його сина, а також рабів. Виноградар послав рабів до винарів, щоб ті позбирали урожай винограду, але вони вбили рабів і, навіть коли Господар послав свого Сина, то вони і його вбили.
Ця притча описується у Євангелії від Матвія 21:33-46, від Марка 12:1–12 та від Луки 20:9–16.

## Оригінальний текст
|  | І почав Він у притчах до них промовляти: Насадив був один чоловік виноградника, муром обгородив, видовбав у ньому чавило, башту поставив, і віддав його винарям, та й пішов. А певного часу послав він раба до своїх винарів, щоб прийняти частину плоду з виноградника в тих винарів. Та вони схопили його та й побили, і відіслали ні з чим. І знову послав він до них раба іншого, та й того вони зранили в голову та зневажили. Тоді вислав він іншого, і того вони вбили. І багатьох іще інших, набили одних, а одних повбивали. І він мав ще одного, сина улюбленого. Наостанок послав і того він до них і сказав: Посоромляться сина мого! А ті винарі міркували собі: Це спадкоємець; ходім, замордуймо його, і нашою спадщина буде! І вони схопили його та й убили, і викинули його за виноградник… Отож, що пан виноградника зробить? Він прибуде та й вигубить тих винарів, і віддасть виноградника іншим. Чи ви не читали в Писанні: Камінь, що його будівничі відкинули, той наріжним став каменем! Від Господа сталося це, і дивне воно в очах наших. І шукали Його, щоб схопити, але побоялись народу. Бо вони зрозуміли, що про них Він цю притчу сказав. І, лишивши Його, відійшли. |

|  | І Він розповідати почав людям притчу оцю. Один чоловік насадив виноградника, і віддав його винарям, та й відбув на час довший. А певного часу послав він раба до своїх винарів, щоб дали йому частку з плодів виноградника. Та побили його винарі, і відіслали ні з чим. І знову послав він до них раба іншого, а вони й того збили й зневажили, та й відіслали ні з чим. І послав він ще третього, а вони й того зранили й вигнали. Сказав тоді пан виноградника: Що маю робити? Пошлю свого сина улюбленого, може його посоромляться… Винарі ж, як його вгледіли, міркували собі та казали: Це спадкоємець; ходім, замордуймо його, щоб спадщина наша була. І вони його вивели за виноградника, та й убили… Що ж зробить їм пан виноградника? Він прийде та й вигубить цих винарів, виноградника ж іншим віддасть. Слухачі ж повіли: Нехай цього не станеться! |

|  | Послухайте іншої притчі. Був господар один. Насадив виноградника він, обгородив його муром, видовбав у ньому чавило, башту поставив, і віддав його винарям, та й пішов. Коли ж надійшов час плодів, він до винарів послав рабів своїх, щоб прийняти плоди свої. Винарі ж рабів його похапали, і одного побили, а другого замордували, а того вкаменували. Знов послав він інших рабів, більш як перше, та й їм учинили те саме. Нарешті послав до них сина свого і сказав: Посоромляться сина мого. Але винарі, як побачили сина, міркувати собі стали: Це спадкоємець; ходім, замордуймо його, і заберемо його спадщину! І, схопивши його, вони вивели за виноградник його, та й убили. Отож, як прибуде той пан виноградника, що зробить він тим винарям? Вони кажуть Йому: Злочинців погубить жорстоко, виноградника ж віддасть іншим винарям, що будуть плоди віддавати йому своєчасно. Ісус промовляє до них: Чи ви не читали ніколи в Писанні: Камінь, що його будівничі відкинули, той наріжним став каменем; від Господа сталося це, і дивне воно в очах наших! Тому кажу вам, що від вас Царство Боже відійметься, і дасться народові, що плоди його буде приносити. І хто впаде на цей камінь розіб'ється, а на кого він сам упаде то розчавить його. А як первосвященики та фарисеї почули ці притчі Його, то вони зрозуміли, що про них Він говорить. І намагались схопити Його, але побоялись людей, бо вважали Його за Пророка. |

### Пояснення
- Господар — це Бог котрий посадив (створив) Ізраїль.
- Виноградник — народ єврейський, обраний Богом для збереження істинної віри;
- Мур навколо виноградника — Закон Божий, даний через Мойсея, захист, турбота та піклування[1].
- Виностік — пожертви (які в Старому Завіті прообразували хресну жертву Ісуса Христа);
- Вежа — храм єрусалимський, символ безпеки.
- Виноградарі — первосвященики, книжники, начальники єврейського народу, релігійні вожді Ізраїлю
- Слуги господаря — святі пророки;
- Син господаря — Син Божий, Господь наш Ісус Христос.

По суті, все це розказав Ісус у Своїй притчі, розкривши в ній заколот членів синедріону проти Ісуса.
Бог дав Ізраїлю все, щоб він був зразковим: слуг, виностік, побудував вежу і мур.
Коли все було звершено, то Бог — Володар винограднику віддав його винарям (релігійним вождям Ізраїлю), а Сам відлучився, тобто особисто не знаходився в Ізраїлі, а займався Своїми іншими справами.
Первосвященики, книжники і начальники, що отримали владу над єврейським народом, замість того, щоб готувати народ до прийняття Спасителя, використовували владу лише у своїх інтересах. Бог посилав їм пророків, але вони переслідували і вбивали їх, зробившись, таким чином, пророковбивцями, а згодом й апостоловбивцями. Спасителя ж свого вони відкинули і, вивівши із свого міста, розіп'яли. І тут Ісус риторично запитує: «Які ж дії будуть Господа за цей вчинок? Адже народ Ізраїлю спершу відвернувся від Івана Хрестителя Предтечі, а потім від Спасителя і Господа Бога нашого Ісуса Христа». Учні відповіли: «Винарів-злочинців жорстоко погубить, виноградник віддасть іншим винарям, котрі будуть вчасно віддавати йому плоди виноградарства», себто суд над Ізраїлем і передача його привілеїв іншим земним володарям. Ось чому з цих пір аж до 1947 р. Ізраїль не мав своєї державності, а перебував під іноземним гнітом «інших винарів».
А щодо слів «Камінь, що його будівничі відкинули, став наріжним каменем; від Господа сталося це, і дивне воно в очах наших!», то це про смерть Ісуса, Його воскресіння і Його височінню у славі. Адже камінь (син господаря винограднику — Сам Ісус), який відкинули будівельники (релігійні вожді Ізраїлю), цей же камінь став наріжним каменем, найголовнішим, самим основним цій будівлі (у світі).
Пояснюючи цю притчу, Ісус мовив: «Тому кажу вам, що від вас заберуть Царство Боже і віддадуть його народові, котрий плоди цього Царства буде приносити». Це можна розуміти так, що Царство Боже заберуть від єврейського народу і передадуть тим народам язичницьким, котрі принесуть істинні плоди віри. І це є кульмінаційним моментом у Вченні Ісуса Христа.
Дехто вважає, що це малоймовірно, можливо, тут мова йде про Церкву, яку апостоли називали «народом Божим». Найвірогідніше те, що Господь простив Ізраїлеві та не у всіх Ізраїльтян відняв Царство Боже, а лише у тих, хто цього заслужив.
Можливо, зазначений вираз «Тому кажу вам, що від вас заберуть Царство Боже і віддадуть його народові, котрий плоди цього Царства буде приносити» означає, що Царство Боже забереться від Ізраїлю тих часів і поколінь, а потім, коли народ Ізраїлю покається, прийме Христову віру і прийме Того ж Месію у майбутньому, то йому буде повернене Царство Боже. І цю притчу зрозуміли представники синедріону стосовно себе, бо хотіли схопити Ісуса, але боялися реакції народу.